# 코조비 오빌랄레
코조비 도지 오빌랄레(프랑스어: Kodjovi Dodji Obilalé, 1984년 10월 8일 ~ )는 토고의 전 축구 선수이며, 포지션은 골키퍼였다.
프랑스의 샤무아 니오르 FC와 FC 로리앙에서 청소년 시절을 보냈으며, 이후 2003년 토고의 에투알 필랑트 두 토고에서 프로 무대에 데뷔하였다. 이후 2006년 CS 케벵으로 옮겨 활약했으며, 2008년 GSI 폴티비로 이적하였다.
또한 2006년 FIFA 월드컵 당시 토고 리그에서 뛰는 선수로는 유일하게 토고 축구 국가대표팀에 발탁되었으며, 2009년에 정식으로 데뷔한 뒤 총 5경기에 출전하였고, 2010년 아프리카 네이션스컵 당시에도 국가대표팀 명단에 포함되었다.
하지만 2010년 1월 28일 토고 국가대표팀이 콩고민주공화국에서 전지훈련을 마친 뒤 버스로 앙골라 국경을 넘을 때 카빈다에서 괴한들로부터 기관총 공격을 받았으며, 오빌랄레는 세르주 아카크포와 함께 여러 언론에 의해 총상을 입은 세 선수 중 한 명으로 보도되었다. 버스 기사는 기관총 공격을 받은 직후 직후 사망했으며, 이후 수석 코치와 미디어 담당관이 추가로 사망하였고, 오빌랄레 또한 한 언론에 의해 중경상을 입어 남아프리카 공화국으로 이송되는 도중 사망한 것으로 보도되었다. 하지만 이후 주가적인 보도로 인해 남아프리카 공화국에서 치료를 받고 안정을 취하고 있는 것으로 밝혀졌다.
2010년 3월 오빌랄레는 프랑스로 돌아와 로리앙에서 재활 치료를 시작했으며, 그 해 7월 당시의 부상으로 인해 아직도 걷는 것이 제한되며, 축구를 더 이상 할 수 없을 것 같다고 밝혔다. 이후 7월 30일 소속팀인 GSI 폴티비와의 계약이 만료되었으며, 오빌랄레는 자신에 대한 지원을 해주지 않는 토고 국가대표팀의 태도를 비난했다. 또한 오빌랄레가 심각한 경제적 문제를 갖고 있는 것으로 알려지면서 에마뉘엘 아데바요르 등 국가대표팀 동료들이 경제적인 지원을 했다.
7월 26일 오빌랄레는 FC 로리앙과 스타드 렌 FC와의 친선 경기에서 자신의 재활 치료를 도와준 이들에게 감사의 인사를 전했으며, 3,000여명의 팬들이 참여했다.